# Billu
Pour plus de détails, voir Fiche technique et Distribution.
Billu (बिल्लू) est un film indien réalisé par Priyadarshan, sorti en 2009.
Produit par Red Chillies Entertainment, le film était initialement intitulé Billu Barber, mais le titre du film a dû être modifié à la suite d'une polémique avec des coiffeurs indiens.

## Synopsis
Un modeste coiffeur, Billu (Irfan Khan), voit sa vie bouleversée par le tournage d'un film au village. La star du film n'est autre que Sahil Khan (Shahrukh Khan) qui est adulé par la population comme un Dieu. 
Billu dit le connaître depuis l’enfance et qu’ils sont amis. Tout le village y croit ou veut y croire. La vie de Billu va être transformée car dans le village tout le monde cherche à rencontrer la superstar et tous espèrent que Billu fera le nécessaire pour faire les présentations, mais Billu n‘y tient pas. Il se demande si Sahir Khan va le reconnaître, se souvenir de lui. Il tente à plusieurs reprises de l'approcher mais en vain.
Les villageois pensent que Billu a menti et qu'en réalité il n'a jamais connu Sahir Khan. Billu est en disgrâce. Finalement, c’est Sahir Khan lui-même qui révèle la vérité. 

## Fiche technique
- Titre : Billu
- Titre original : बिल्लू
- Réalisateur : Priyadarshan
- Scénario : Priyadarshan, Mushtaq Shiekh et Sreenivasan
- Musique : Pritam Chakraborty
- Photographie : Manikandan
- Montage : Arun Kumar
- Production : Gauri Khan
- Société de production : Eros Worldwide et Red Chillies Entertainment
- Pays :  Inde
- Genre : Comédie dramatique
- Durée : 137 minutes
- Dates de sortie : 
  -  Inde : 13 février 2009

## Distribution
- Irfan Khan : Billu
- Lara Dutta : Bindiya
- Om Puri : Damchand
- Govardhan Asrani : Nobat Chacha
- Rajpal Naurang Yadav : Jhallan Kumar
- Manoj Joshi : Damodar Dubey
- Jagadish : Madan
- Rasika Joshi : le principal Gahalot
- Mitali Mayekar : Gunja
- Pratik Dalvi : Duggu
- Shah Rukh Khan : Sahir Khan
- Chirag Vohra : le réalisateur
- Atul Parchure : Charan Das Chaube

Item numbers :
- Kareena Kapoor dans Marjaani
- Priyanka Chopra dans You Get Me Rockin & Reeling
- Deepika Padukone dans Love Mera Hit Hit

## Musique
- 1.Marjaani interprétée par Sukhwinder Singh,Sunidhi Chauhan
- 2.Love Mera Hit Hit interprétée par Neeraj Shridhar, Tulsi Kumar
- 3.You Get Me Rockin & Reeling interprétée par Neeraj Shridhar
- 4.Ae O Aa interprétée par Neeraj Shridhar, Kay Kay, Rana Mazumder
- 5.Jahoon Kahan interprétée par Rahat Fateh Ali Khan
- 6.Billoo Bhayankar interprétée par Ajay Jhingran,Kalpana
- 7.Khair Khudaya interprétée par Soham Chakrabarthy, Akriti Kakkar, Monali Thakur
- 8.You Get Me Rockin & Reeling (Remix)
- 9.Love Mera Hit Hit (House Mix)
- 10.Marjaani (Kilogram du Balkan Mix)
- 11.Khudaya Khair (Reprise)interprétée par Abhijeet
- 12.You Get Me Rockin & Reeling (Video Edit)
- 13.Ae O Aa (Remix)
- 14.Marjaani (Electro House)
- 15.Love Mera Hit Hit (Remix)